# ArenaNet
ArenaNet je razvojni studio i deo je NCsoft korporacije, koji su u proleće 2000. godine osnovali Majk O'Brajen, Patrik Vajat i Džef Strejn. Studio se nalazi u gradu Belvju (država Vašington). Tvorci su epizodnog akcionog RPG serijala Guild Wars.

## Projekti
- (trenutno je u razvoju)

## Spoljašnje veze
- (језик: енглески)
- (језик: енглески)
- (језик: енглески)
- (језик: енглески)